# Phloeomyini
Phloeomyini (хмарні пацюки) — триба деревних і нічних травоїдних гризунів, ендемічних для хмарних лісів Філіппін. Вони належать до родини Muridae і включають п’ять родів. Їх розмір коливається від 50 см до 74 мм. Хмарним пацюкам загрожує втрата середовища існування та незаконне полювання. Кілька видів перебуває під загрозою зникнення чи під критичною загрозою зникнення.